# Samuel Santos
Samuel Henrique dos Santos Eleotério, meglio noto come Samuel Santos (Caçapava, 25 aprile 1990), è un calciatore brasiliano, difensore del São Bento.

## Carriera

### Club
Ha giocato nella massima serie portoghese e nella seconda divisione brasiliana.